# Волчья (река, впадает в Восточно-Сибирское море)
Волчья — река в России, протекает по территории Аллаиховского района Якутии. Длина реки — 164 км, площадь водосборного бассейна составляет 1700 км².
Начинается в урочище Бёрё-Хотал на высоте около 20 метров над уровнем моря, принимает воды ручьёв Бёрё-Бис и Бёрё-Хотал-Сяне. Течёт в общем восточном направлении по заболоченной тундре, сильно меандрирует. Вблизи устья Малой Волчьей пересекает горы Дыгыхчах. Скорость течения воды — 0,1 м/с. Глубина реки в нижнем течении — 3 метра.
Впадает в губу Гусиную, относящуюся к акватории Восточно-Сибирского моря, образуя эстуарий шириной 730 метров.
Населённых пунктов на реке нет, в нижнем течении имеется несколько охотничьих заимок.

## Притоки
Объекты перечислены по порядку от устья к истоку.
- 20 км: Барчиха[5] (лв)
- ? км: Халынг-Сала[5] (пр)
- 65 км: Малая Волчья[5] (лв)
- 102 км: Хотой-Сала[2] (лв)
- ? км: Тогонхтох-Сала[2] (пр)
- 125 км: Средняя Волчья[2] (лв)
- 129 км: Улюнбыт-Хотол-Сяне[2] (пр)
- ? км: Тюн-Сяне[2] (пр)
- ? км: Бёрё-Хотал-Сяне[2] (лв)
- ? км: Бёрё-Бис[2] (пр)

## Данные водного реестра
По данным государственного водного реестра России относится к Ленскому бассейновому округу, речной бассейн — Индигирка, водохозяйственный участок — реки бассейна Восточно-Сибирского моря от мыса Святой Нос на западе до границы бассейна реки Индигирки на востоке.
Код объекта в государственном водном реестре — 18050000512117700034997.